# Sibilla di Barcellona
Sibilla, Sibylle in francese, Sibil·la in catalano, Sibil·la in spagnolo, in aragonese, in portoghese e in galiziano. Sibylla in latino (1035 circa – Barcellona, dopo il 6 luglio 1074), fu infante della contea di Barcellona e duchessa consorte di Borgogna.

## Origine[1][2]
Figlia ultimogenita del conte di Barcellona, Berengario Raimondo I e di Gisela de Lluça, figlia del Signore di Lluça e Villanova, Sunifredo II e di sua moglie, Ermesinda di Balsareny.

## Biografia
Sibilla molto probabilmente ebbe modo di conoscere il suo futuro marito, Enrico di Borgogna (1035 - ca. 1074) e il padre di quest'ultimo, il duca di Borgogna Roberto I, quando essi dalla Borgogna si recarono nella penisola iberica per combattere la crociata contro i Mori.
Nel 1056, Sibilla sposò Enrico di Borgogna (1035 - ca. 1074), il figlio secondogenito del duca di Borgogna, Roberto I e di Helie di Semur, figlia di Dalmazio, signore di Semur.
Non si conosce l'anno esatto della morte di Sibilla, si sa solo che l'ultima volta che viene citata in un documento è il 6 luglio del 1074.
Fu tumulata nella chiesa di Santo Stefano a Besançon.

## Figli[4]
Sibilla a Enrico di Borgogna diede sette figli:
- Ugo I di Borgogna (1057-1093)
- Oddone I di Borgogna (1058-1103)
- Roberto vescovo di Langres (1059-1111)
- Helie una monaca (b.1061)
- Beatrice (b.1063), che sposò Guido I, conte di Vignory
- Renauld abate di St. Pierre (1065-1092)
- Enrico (1066-1112) che divenne un vassallo del re di Castiglia, Alfonso VI e signore feudale della contea del Portogallo sposando, nel 1093, la figlia illegittima di Alfonso VI, Teresa di León. Il loro figlio fu Alfonso Henriques, primo re di Portogallo, dal 1139.

## Ascendenza
|                                     |   |                        | Genitori                 |  |  | Nonni |  |  | Bisnonni               |  |  | Trisnonni           |  |
|                                     |   |                        |                          |  |  |       |  |  | Sunyer I di Barcellona |  |  | Goffredo il Villoso |  |
|                                     |   |                        |                          |  |  |       |  |  | Sunyer I di Barcellona |  |  | Goffredo il Villoso |  |
|                                     |   | Guinidilda d'Empúries  |                          |  |  |       |  |  | Sunyer I di Barcellona |  |  |                     |  |
| Borrell II di Barcellona            |   |                        |                          |  |  |       |  |  | Sunyer I di Barcellona |  |  |                     |  |
|                                     |   | Riquilda di Rouergue   | Ermengardo I di Rouergue |  |  |       |  |  |                        |  |  |                     |  |
|                                     |   | Riquilda di Rouergue   | Ermengardo I di Rouergue |  |  |       |  |  |                        |  |  |                     |  |
|                                     |   | Riquilda di Rouergue   | Adelaide                 |  |  |       |  |  |                        |  |  |                     |  |
| Berengario Raimondo I di Barcellona |   | Riquilda di Rouergue   |                          |  |  |       |  |  |                        |  |  |                     |  |
|                                     |   | Ruggero I di Comminges | Arnaldo di Comminges     |  |  |       |  |  |                        |  |  |                     |  |
|                                     |   | Ruggero I di Comminges | Arnaldo di Comminges     |  |  |       |  |  |                        |  |  |                     |  |
|                                     |   | Ruggero I di Comminges | Arsinda di Carcassonne   |  |  |       |  |  |                        |  |  |                     |  |
| Ermesinda di Carcassonne            |   | Ruggero I di Comminges |                          |  |  |       |  |  |                        |  |  |                     |  |
|                                     |   | Adelaide di Gévaudan   | Bernardo di Melgueil     |  |  |       |  |  |                        |  |  |                     |  |
|                                     |   | Adelaide di Gévaudan   | Bernardo di Melgueil     |  |  |       |  |  |                        |  |  |                     |  |
|                                     |   | Adelaide di Gévaudan   | Sénégonde di Rouergue    |  |  |       |  |  |                        |  |  |                     |  |
| Sibilla di Barcellona               |   | Adelaide di Gévaudan   |                          |  |  |       |  |  |                        |  |  |                     |  |
|                                     | … | …                      |                          |  |  |       |  |  |                        |  |  |                     |  |
|                                     | … | …                      |                          |  |  |       |  |  |                        |  |  |                     |  |
|                                     | … | …                      |                          |  |  |       |  |  |                        |  |  |                     |  |
| Sunifredo II de Lluça               | … |                        |                          |  |  |       |  |  |                        |  |  |                     |  |
|                                     |   | …                      | …                        |  |  |       |  |  |                        |  |  |                     |  |
|                                     |   | …                      | …                        |  |  |       |  |  |                        |  |  |                     |  |
|                                     |   | …                      | …                        |  |  |       |  |  |                        |  |  |                     |  |
| Guilla (o Guisla de Lluça)          |   | …                      |                          |  |  |       |  |  |                        |  |  |                     |  |
|                                     |   | …                      | …                        |  |  |       |  |  |                        |  |  |                     |  |
|                                     |   | …                      | …                        |  |  |       |  |  |                        |  |  |                     |  |
|                                     |   | …                      | …                        |  |  |       |  |  |                        |  |  |                     |  |
| Ermesinda di Balsareny              |   | …                      |                          |  |  |       |  |  |                        |  |  |                     |  |
|                                     |   | …                      | …                        |  |  |       |  |  |                        |  |  |                     |  |
|                                     |   | …                      | …                        |  |  |       |  |  |                        |  |  |                     |  |
|                                     |   | …                      | …                        |  |  |       |  |  |                        |  |  |                     |  |
|                                     |   | …                      |                          |  |  |       |  |  |                        |  |  |                     |  |